# صفرية

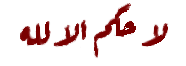
لا حكم الا لله

الصفرية هي فرقة من الخوارج ظهرت في المغرب الأقصى وسيطرت عليه، أبرز قادتها ميسرة المطغري، قامت لهم دولة في سجلماسة تدعى دولة بني مدرار.

## تاريخهم
ينسب الأشعري  والشهرستاني هذه الفرقة إلى زياد بن أصفر، بينما يقول المقريزي: إنّهم أتباع زياد بن الأصفر ويضيف ربّما يقال: إنّهم أتباع النعمان بن الصفر وقيل: بل نسبوا إلى عبد الله بن صفار ويقال لهم أيضاً: الزيادية ويقال لهم أيضاً: النُكّار من أجل أنّهم ينقصون نصف علي وثلث عثمان وسدس عائشة.
كانت الخوارج أو جماعة المحكّمة ثلاث: الأزارقة والنجدات والبيهسية منذ عام 64 هـ، واُضيفت إليها الفرقة الرابعة وهي الفرقة المعروفة باسم الصفرية منذ عام 75 هـ، واتّفقت هذه الفرق الأربع فيما بينهم على آراء وكفّر بعضهم بعضاً واصطدموا بالدولة الأموية مرّات عديدة وتصدّت لهم قوات الخلافة وأخضعت شوكتهم وقضت على زعمائهم.

### عقيدتهم
عقائد الصفرية مثل الإباضية:
- ـ يخالفون الأزارقة في عذاب الأطفال، فإنّهم لا يجيزون ذلك ولا يكفّرونهم ولا يخلدونهم في النار.
- ـ لم يكفّروا القعدة عن القتال ـ والمراد قعدة الخوارج ـ .
- ـ لم يسقطوا الرجم.
- ـ التقية جائزة في القول دون العمل عندهم.
- ـ وأمّا إطلاق الكافر والمشرك على مرتكبي الكبائر، فقد قالوا فيه بالتفصيل الآتي:

ما كان من الأعمال عليه حدّ واقع فلا يتعدّى بأهله، الاسمُ الذي لزمه به الحدّ كالزنا والسرقة والقذف فيسمّى زانياً أو سارقاً أو قاذفا لا كافراً مشركاً.
وما كان من الكبائر ممّا ليس فيه حدّ لعظم قدره مثل ترك الصلاة والفرار من الزحف، فإنّه يكفّر بذلك.
- ـ ونقل عن الضحّاك منهم انّه جوّز تزويج المسلمات من كفّار قومهم (يريد سائر المسلمين) في دار التقيّة دون دار العلانية.
- ـ ونقل عن زياد بن الأصفر انّ الزكاة سهم واحد في دار التقيّة.[6]
- ـ ويحكى عنه أنّه قال: نحن مؤمنون عند أنفسنا ولا ندري أنّنا خرجنا من الإيمان عند الله.
- ـ الكفر كفران، كفر بأنكار النعمة وكفر بأنكار الربوبية.
- ـ البراءة براءتان: براءة من أهل الحدود سنّة وبراءة من أهل الجحود فريضة.[7]

وعلى ما ذكره الشهرستاني فهم لا يرون ارتكاب الكبيرة موجباً للشرك والكفر إلاّ فيما إذا لم يرد فيه حدّ مثل ترك الصلاة .
وكل الصفرية بل جميع فرق الخوارج حتى الإباضية، يقولون بموالاة عبد الله بن وهب الراسبي وحرقوص بن زهير واتباعهما من المحكمة الأولى.
ويقولون بإمامة أبي بلال مرداس، الخارج بعد المحكّمة الأولى، وبإمامة عمران بن حطان السدوسي بعد أبي بلال.
أمّا أبو بلال فقد مرّت ترجمته وأنّه خرج في أيّام يزيد بن معاوية بناحية البصرة، فبعث إليه عبيد الله بن زياد عبّاد بن أخضر التميمي فقتله مع أتباعه.
وأمّا الثاني فهو من شعراء الخوارج وخطبائهم، مات سنة 84، وبلغ من خبثه في بغض علي أنّه رثا عبد الرحمن بن ملجم.